# Pseudobombax millei
Pseudobombax millei là một loài thực vật có hoa trong họ Cẩm quỳ (Malvaceae). Loài này được Paul Carpenter Standley miêu tả khoa học đầu tiên năm 1936. Năm 1963 A. Robyns chuyển nó sang chi Pseudobombax.